# Kathedrale von Toulouse

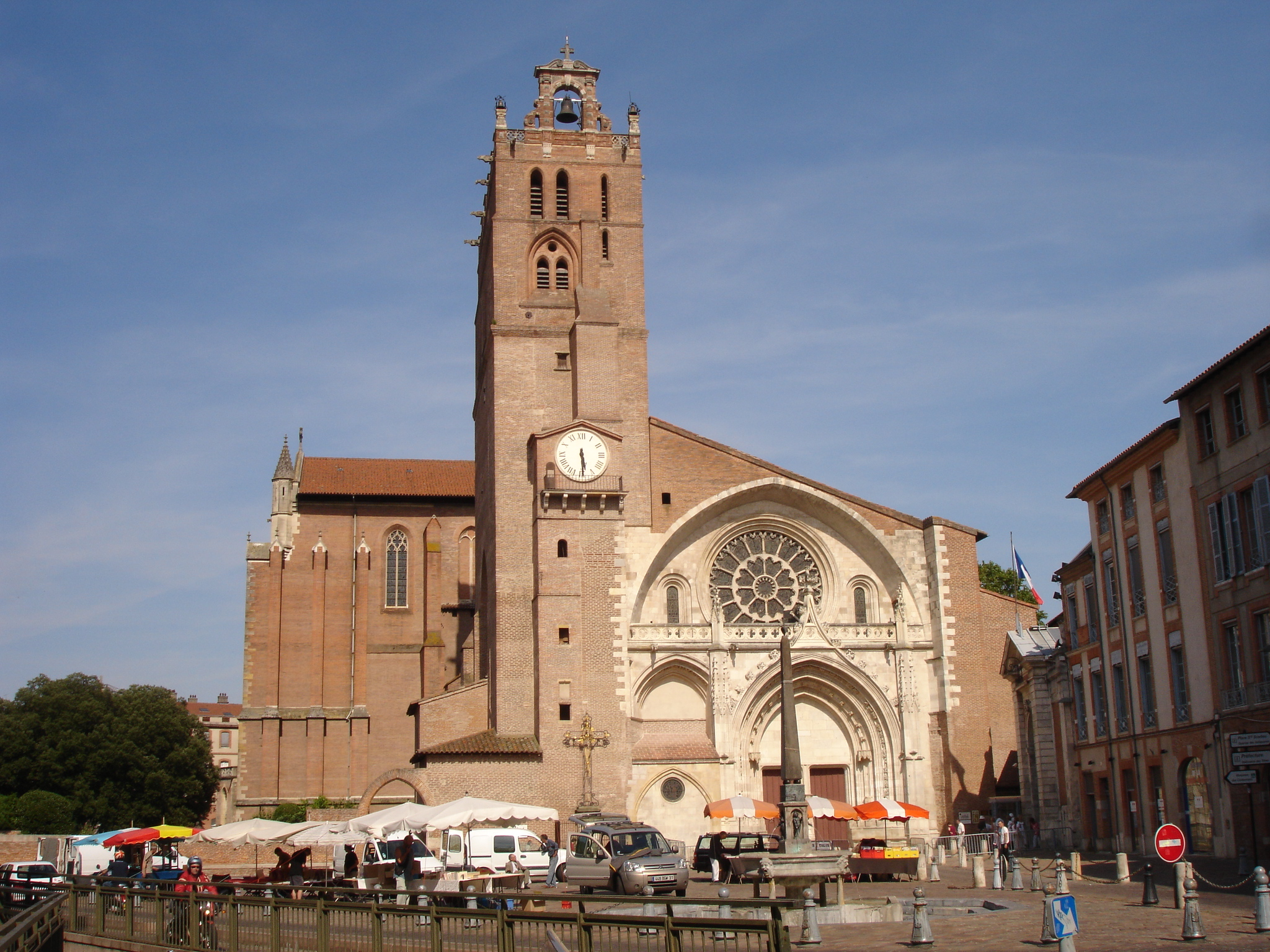
Westfassade der Kathedrale, rechts ehemaliges Bischofspalais, heute: Präfektur

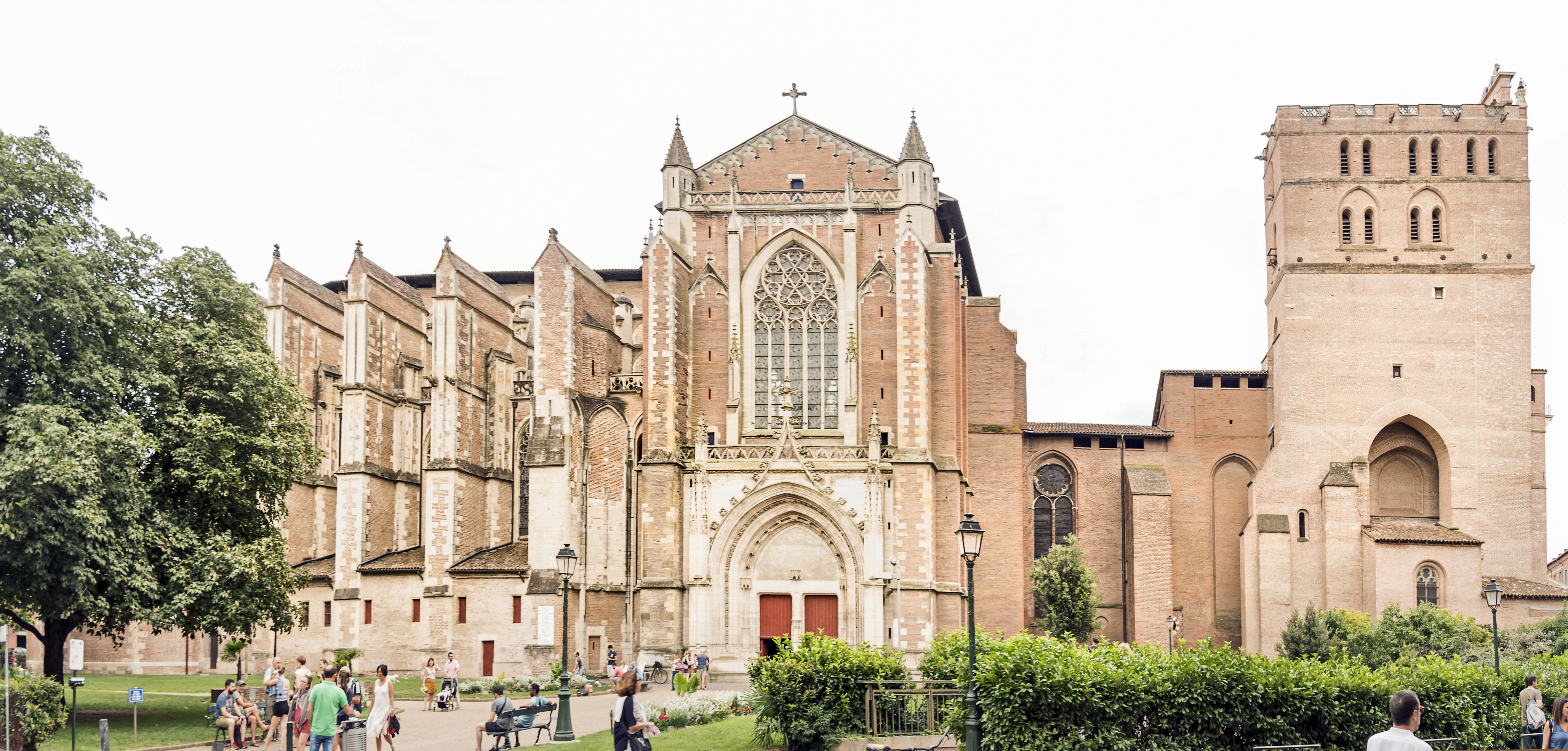
Nordseite der Kathedrale

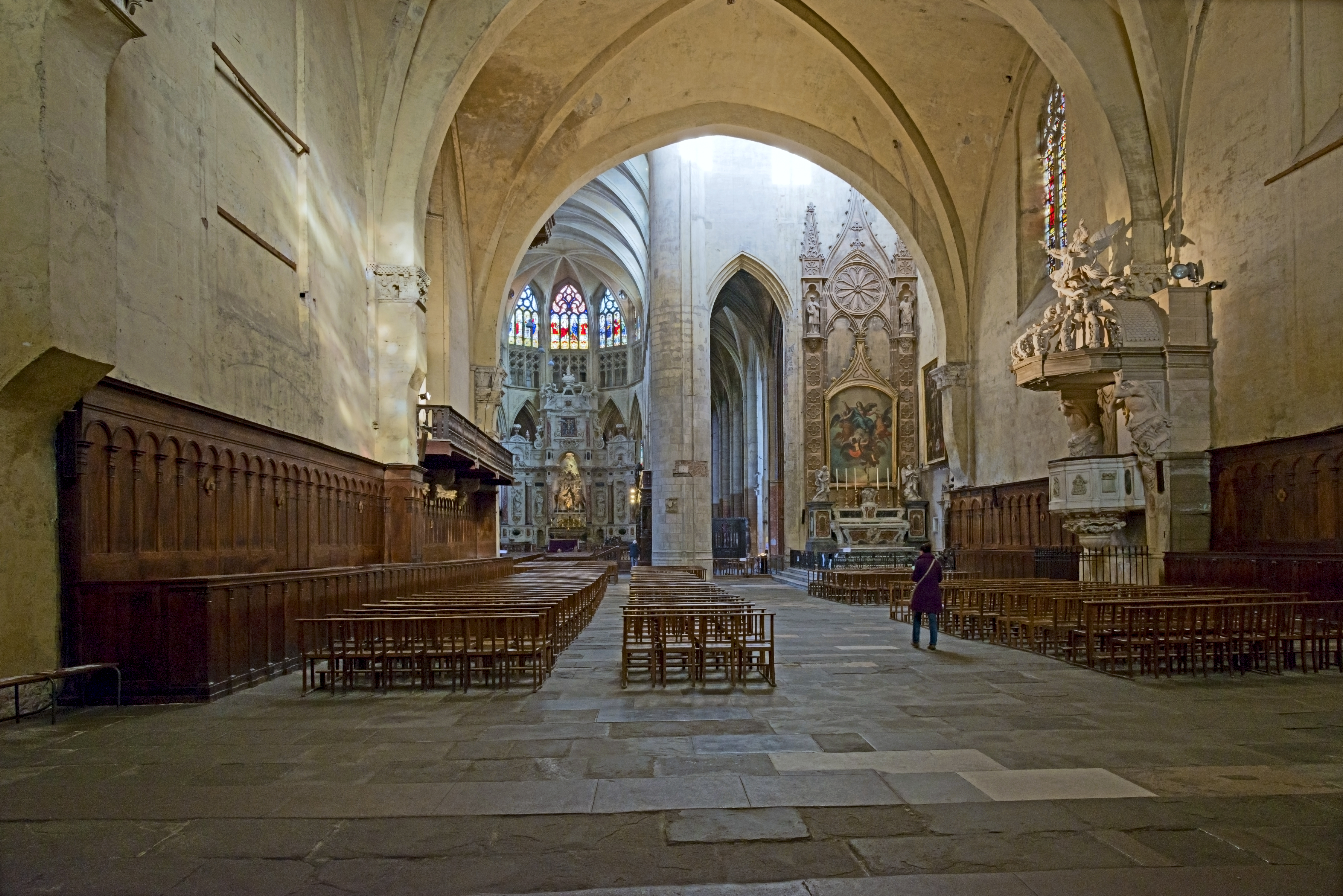
Romanisches Hauptschiff, dahinter der deutlich größere, in der Achse versetzte gotische Chor

Die Kathedrale Saint-Etienne in Toulouse ist die römisch-katholische Kathedralkirche des Erzbistums Toulouse. Überwiegend romanische und gotische Bauteile bestimmen ihr Erscheinungsbild. Das Bauwerk ist seit dem Jahr 1862 als Monument historique anerkannt.

## Lage
Die Kathedrale liegt etwa 500 m östlich der Garonne im historischen Zentrum von Toulouse, im Département Haute-Garonne in einer Höhe von ca. 150 m. Sie grenzt an den ehemaligen Bischofspalast, der heute von der Präfektur genutzt wird.

## Geschichte
Die heutige Kathedrale wurde nach der Zerstörung des Vorgängerbaus ab 1071 auf den Fundamenten einer Kapelle errichtet. Diese Kapelle hatte der heilige Saturninus, erster Bischof von Toulouse, erbauen lassen. Sie war 150 Jahre später zerstört und vom heiligen  Exuperius wieder errichtet worden. Die Baugeschichte der heutigen Kirche ist von Anfang an durch ständige Änderungen der Planungen während der laufenden Bautätigkeit gekennzeichnet. Das Domkapitel besteht seit 1259.
Während der Französischen Revolution wurde 1794 die größte Glocke, die Cardailhac, die zwölf oder dreizehn Tonnen wog, aus dem Glockenturm geworfen, drang dabei tief in den Boden ein und zerbrach.
Im Jahr 1938 vollendete der Staat die bis dahin unvollständige Fassade des nördlichen Querschiffs, nachdem benachbarte Gebäude abgerissen worden waren und dadurch diese Partie des Gebäudes sichtbar wurde.

## Architektur
Das gesamte Gebäude ist aus Ziegelsteinen errichtet, die außen teilweise, innen jedoch komplett mit Sandstein verkleidet sind. Hauptmerkmal sind zwei sehr unterschiedliche Bauteile: ein romanisches Kirchenschiff und ein gotischer dreischiffiger Chor, der für ein gegenüber dem heutigen romanischen Hauptschiff doppelt so breites gotisches Hauptschiff geplant war. Die Südwand des romanischen Schiffes sollte dabei für das neue gotische Kirchenschiff genutzt werden, so dass die Achse des gotischen Chors gegenüber dem romanischen Kirchenschiff versetzt angelegt wurde. Ein neues gotisches Hauptschiff wurde aber nie gebaut, so dass der „Knick“ in der Achse des Gebäudes bis heute besteht. Der Bau des gotischen Chores begann 1272 unter der Schirmherrschaft von Bischof Bertrand-de-L’Isle. Die beiden Bauteile wurden im 16. Jahrhundert durch den künftigen Kardinal Jean d’Orléans-Longueville verbunden. Beide Hauptbauteile weisen zahlreiche Kapellen auf.

### Romanisches Schiff
Bis zum 13. Jahrhundert wurden die Planungen für die romanische Kirche ständig verändert. So ist eine Änderung gegenüber der ursprünglich geplanten Höhe des Bauwerks erkennbar, weil die Fenster an der Südwand geschnitten wurden, während die später errichtete Nordwand diese Anomalie nicht aufweist.
In der westlichen Wand befindet sich eine Rosette, die direkt von der Fensterrose der Kathedrale Notre-Dame de Paris inspiriert ist. In den frühen 2000er Jahren wurde das Mauerwerk des Giebels vor der Rosette erneuert. Die Luftverschmutzung der Stadt und vor der benachbarten Präfektur während Demonstrationen verbrannte Autoreifen haben den restaurierten Stein bereits wieder geschwärzt.
Kapellen
- Kapelle zum Todeskampf Christi

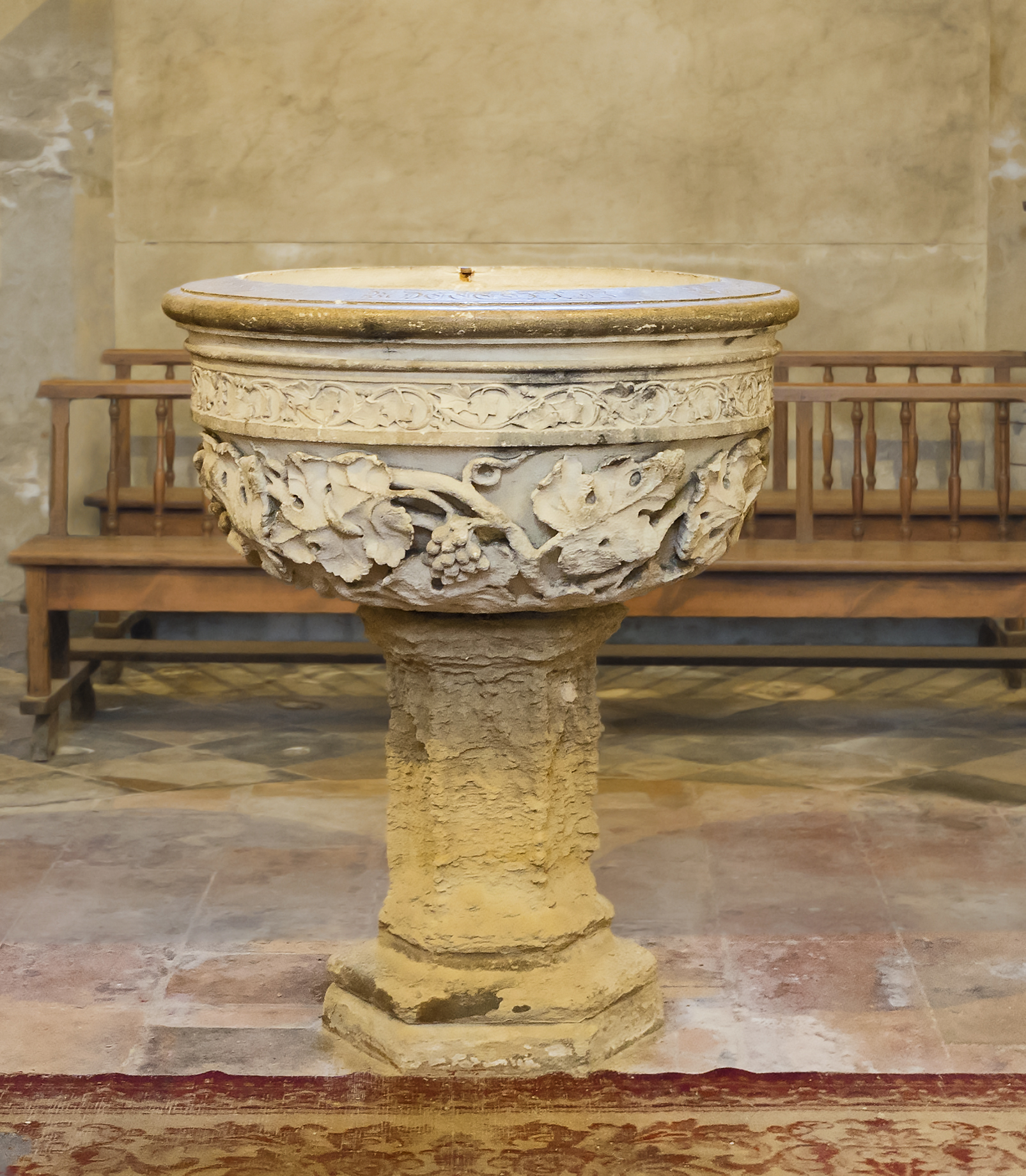
Taufbecken

- Kapelle des heiligen Antonius von Padua.
- Taufkapelle mit einem durch Inschrift auf 1305 datierten Taufbecken.

### Gotischer Chor

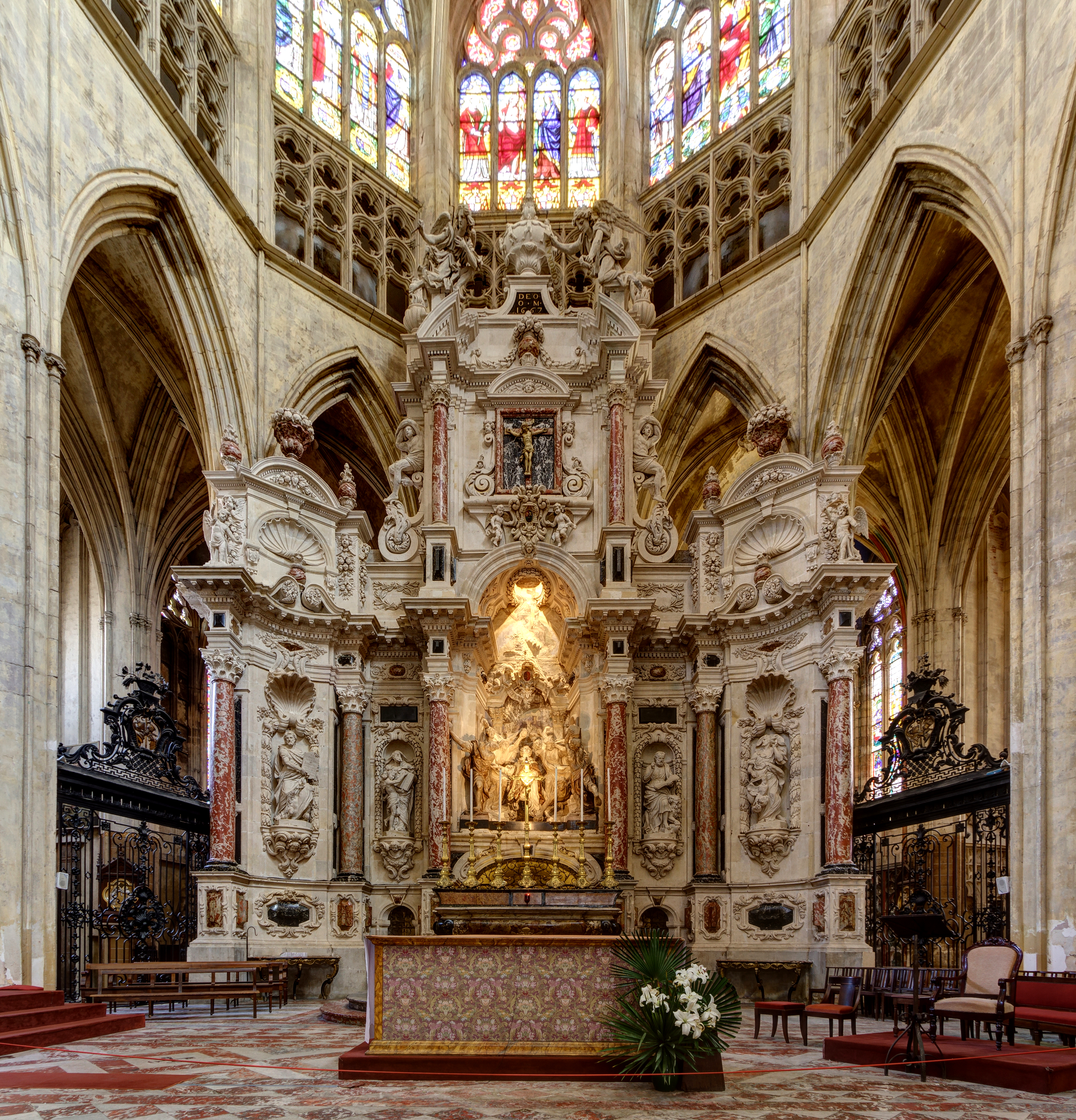
Barocker Hauptaltar im gotischen Chor

Der gotische Chor stammt aus dem 13. Jahrhundert und besitzt einen Umgang. Erst 1609, nach einem Brand des Daches, sollte der Architekt Pierre Levesville den Chor einwölben. Er sah zunächst ein Gewölbe mit einer maximalen Höhe von 40 Metern vor. Der Plan wurde geändert und ein Gewölbe von 28 Metern gebaut. Ursprünglich wurden Chor und Schiff durch einen Lettner getrennt, der aber entfernt wurde. In der Spitze des Chores befindet sich eine Krypta, in der die Erzbischöfe von Toulouse bestattet werden.
Der barocke Altarretabel stammt von dem Architekten Pierre Mercier und dem Bildhauer Gervais Drouet. Er wurde zwischen 1667 und 1670 errichtet. Es stellt in seiner Mitte die Steinigung des Heiligen Stephanus und die Symbole der vier Evangelisten dar. Der gotische Chor ist von 15 Kapellen im Fünfachtelschluss umgeben, die in den letzten Jahren des 13. Jahrhunderts eingewölbt wurden.

#### Kapellen auf der Südseite

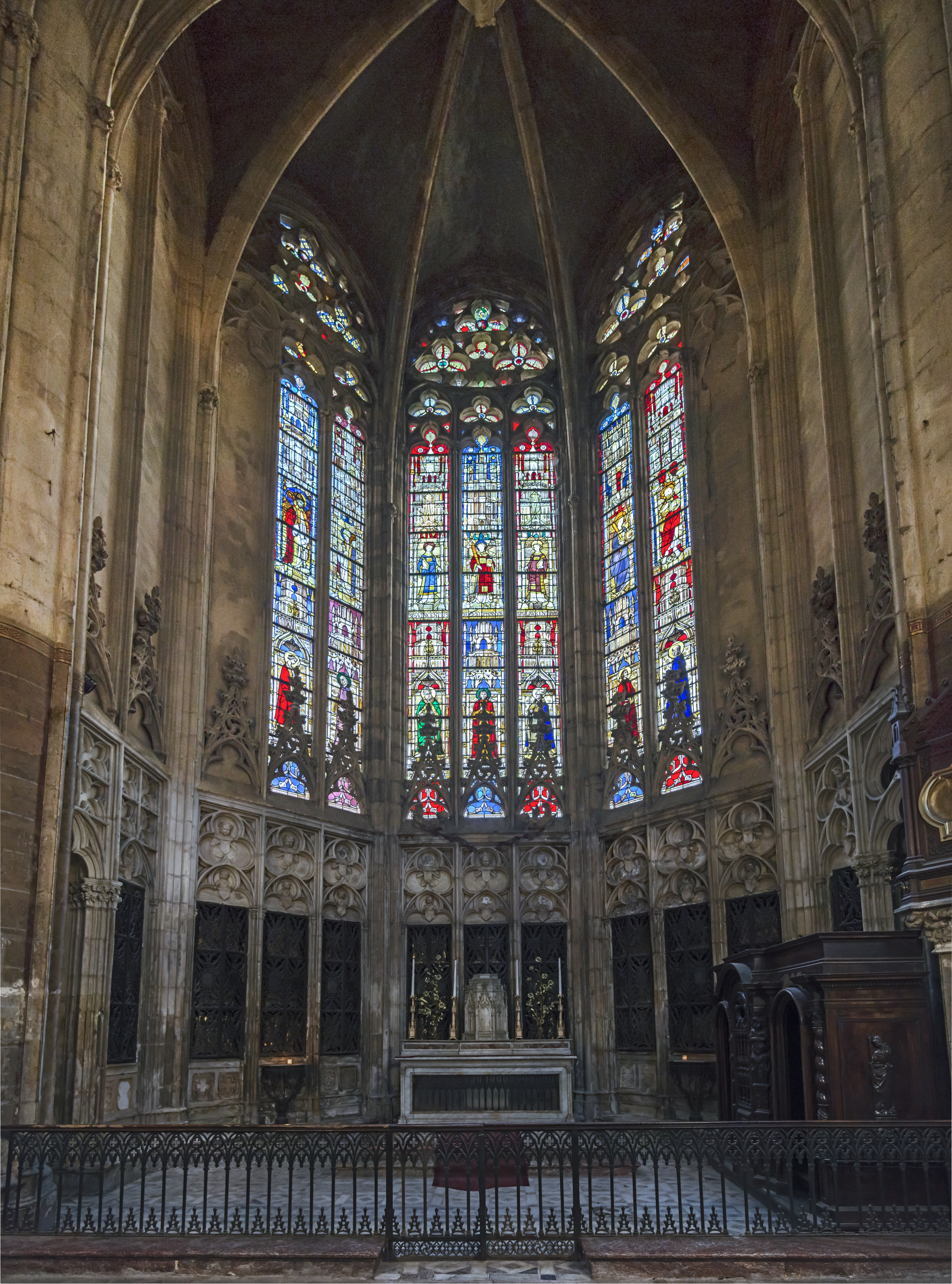
Reliquienkapelle

- Kapelle des zweiten Altars der Kathedrale. Der Altar und der Marmortabernakel sind im Stil Louis-quinze gehalten. Das Original wurde im Jahr 2006 gestohlen und kam 2012 zurück.
- Die Kapelle der Jungfrau mit den Engeln wurde unter dem Episkopat von Jean d’Orléans de Longueville am Anfang des 16. Jahrhunderts errichtet.
- Kapelle des heiligen Laurentius.
- Die Kapelle des Vincent de Paul wurde in der ersten Hälfte des 14. Jahrhunderts fertiggestellt und war zunächst dem heiligen Dominikus geweiht. Nach dem Konkordat von 1801 wurde sie dem heiligen Vinzenz von Paul zum Andenken an seinen Aufenthalt in Toulouse gewidmet, der von 1597 bis 1604 an der Universität Toulouse Theologie studierte. In der Kapelle ist Johanna von Toulouse (1220–1271), die letzte Gräfin von Toulouse, bestattet.
- Kapelle des Heiligen Augustinus von Hippo. Ursprünglich war die Kapelle der Heiligen Katharina geweiht, deren Bild auf dem Schlussstein zu sehen ist. Auch ist sie unter der Verkündigungsszene auf dem Buntglasfenster mit der Siegespalme ihres Martyriums und dem Bild des Rades, ihres Symbols, zu sehen.
- Kapelle der heiligen Germaine. Ursprünglich dem heiligen Nikolaus geweiht, der auf dem Schlussstein der Kapelle abgebildet ist, wurde sie im 18. Jahrhundert dem heiligen Franz von Paola geweiht, dessen Leben in den Glasfenstern dargestellt ist. Schließlich wurde sie 1876 der heiligen Germaine von Pibrac geweiht. In der Kapelle wurden die zwei Inquisitoren bestattet, die 1242 in Avignonet von Katharern aus Montségur getötet wurden.
- Kapelle vom Heiligen Kreuz.
- Reliquienkapelle.
- Kapelle des Heiligen Josef.

#### Kapelle in der Chorachse
- Kapelle des Heiligen Herzens

#### Kapellen auf der Nordseite
- Kapelle des heiligen Franziskus.
- Kapelle am Durchgang zur Sakristei. Diese um 1279 vollendete Kapelle war ursprünglich dem Leib Christi geweiht. Erzbischof Jean d’Orléans de Longueville baute im 16. Jahrhundert eine Sakristei an die Kathedrale an, die von hier aus betreten wird.
- Kapelle der heiligen Johanna von Orléans. Die Kapelle stammt baulich aus dem Jahr 1279. Die heutige Form erhielt sie 1922 nach der Heiligsprechung der Johanna von Orléans 1920. Die Kapelle wurde zu einem Denkmal für die im Ersten Weltkrieg gefallenen Gemeindeglieder.
- Die Kapelle des heiligen Franz Xaver wurde 1279 fertiggestellt und war ursprünglich dem heiligen Martin gewidmet, wie heute noch der Schlussstein zeigt. 1843 bis 1846 wurde die Kapelle umgestaltet und restauriert und anschließend dem heiligen Franz Xaver geweiht.
- Kapelle des heiligen Rochus.
- Die Kapelle St. Peter wurde 1286 fertiggestellt und ist der Sitz der 24 Domkapitulare.
- Kapelle des heiligen Jakobus.

### Ausstattung
Die Kathedrale ist die einzige Kirche in Toulouse, in der die ursprünglichen Fenster aus dem 14. Jahrhundert erhalten sind. Die Innenausstattung der Kathedrale stammt überwiegend aus der Zeit nach dem Brand von 1609 und reicht stilistisch von der Gotik bis zum Historismus. Im Chor steht ein hölzernes Chorgestühl (stalles). Zahlreiche Ausstattungsstücke der Kathedrale sind als bewegliche Kulturdenkmäler in die französische Denkmalliste eingeschrieben (siehe Anm. 1). Die Kirche besitzt zwei Orgeln, beide im gotischen Chor.

## Orgeln
Die Kirche besitzt zwei Orgeln, beide im gotischen Chor.

### Hauptorgel

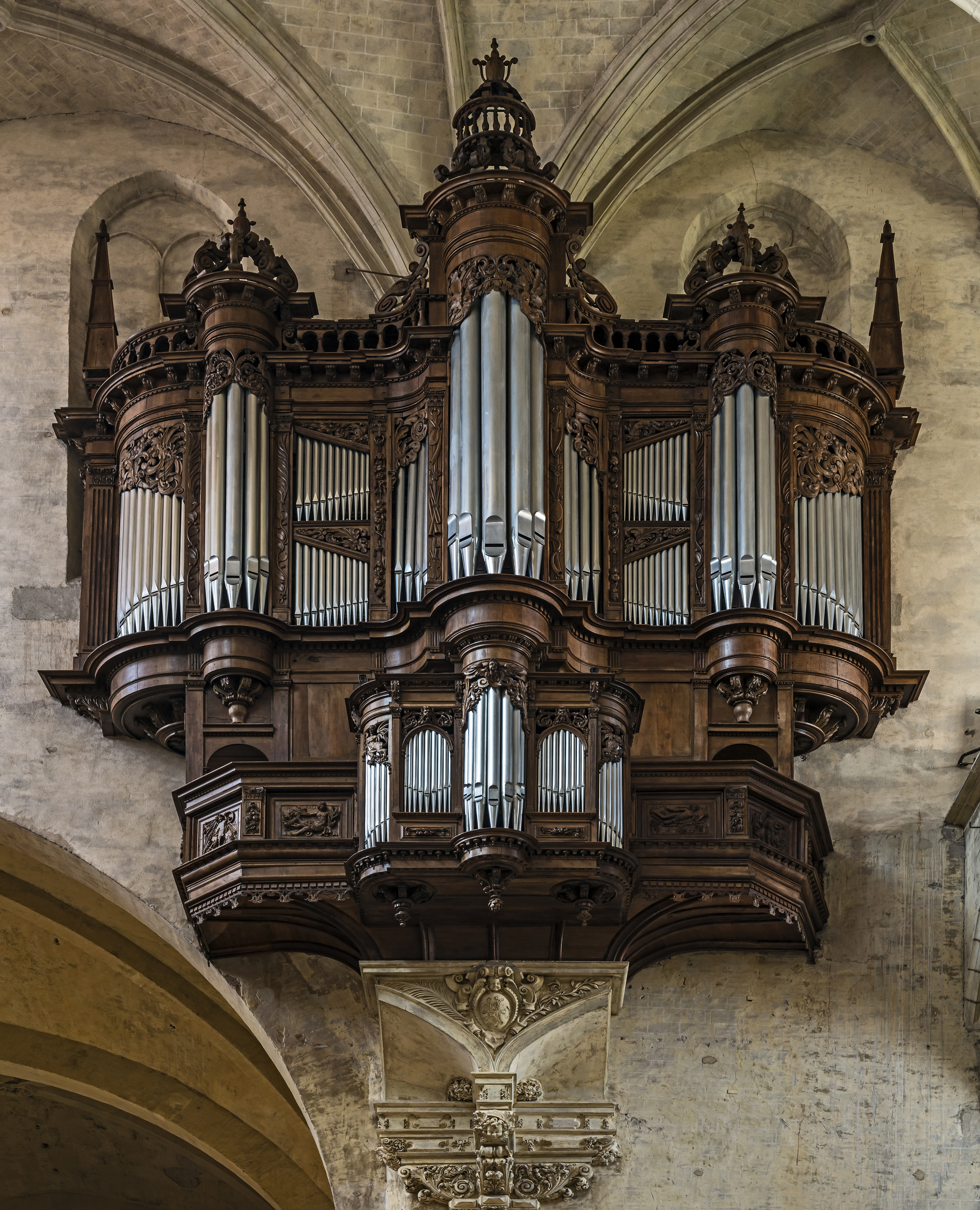
Hauptorgel

Die erste Orgel wurde 1612 gebaut. Das Instrument wurde im Laufe der Zeit aus- und umgebaut, u. a. 1852 durch den Orgelbauer Aristide Cavaillé-Coll. Zuletzt wurde das Instrument 1977 durch die Orgelbauer Alfred Kern und Jean Férignac restauriert. Es steht unter Denkmalschutz. Das Orgelwerk hat 49 Register auf vier Manualwerken und Pedal. Die Trakturen sind mechanisch.
| I Positif de dos C-g3 |                  |        |
| 01.                   | Montre           | 8'     |
| 02.                   | Bourdon          | 8'     |
| 03.                   | Prestant         | 4'     |
| 04.                   | Flûte à cheminée | 4'     |
| 05.                   | Nasard           | 2 ⁄3'  |
| 06.                   | Doublette        | 2'     |
| 07.                   | Tierce           | 1 3⁄5' |
| 08.                   | Larigot          | 1 ⁄3'  |
| 09.                   | Plein-jeu V-VI   |        |
| 10.                   | Trompette        | 8'     |
| 11.                   | Cromorne         | 8'     |
|                       | Tremblant        |        |

| II Grand-Orgue C-g3 |                       |         |
| 12.                 | Montre                | 16'     |
| 13.                 | Bourdon               | 16'     |
| 14.                 | Montre                | 08'     |
| 15.                 | Bourdon               | 08'     |
| 16.                 | Viole de gambe        | 08'     |
| 17.                 | Prestant              | 04'     |
| 18.                 | Flûte                 | 04'     |
| 19.                 | Nasard                | 02 ⁄3'  |
| 20.                 | Quarte de nasard      | 02'     |
| 21.                 | Tierce                | 01 3⁄5' |
| 22.                 | Cornet V              |         |
| 23.                 | Grosse fourniture II  |         |
| 24.                 | Petite fourniture III |         |
| 25.                 | Cymbale IV            |         |
| 26.                 | 1ère trompette        | 08'     |
| 27.                 | 2ème trompette        | 08'     |
| 28.                 | Clairon               | 04'     |
|                     | Tremblant             |         |

| III Récit expressif C-g3 |                  |    |
| 29.                      | Flûte à cheminée | 8' |
| 30.                      | Salicional       | 8' |
| 31.                      | Prestant         | 4' |
| 32.                      | Doublette        | 2' |
| 33.                      | Sifflet          | 1' |
| 34.                      | Cornet III       |    |
| 35.                      | Trompette        | 8' |
| 36.                      | Hautbois         | 8' |
| 37.                      | Voix humaine     | 8' |
|                          | Tremblant        |    |

| IV Echo en fenêtre g0-g3 |            |    |
| 38.                      | Bourdon    | 8' |
| 39.                      | Flûte      | 4' |
| 40.                      | Cornet III |    |
| 41.                      | Trompette  | 8' |

| Pédale C-f1 |               |         |
| 42.         | Flûte         | 16'     |
| 43.         | Flûte         | 08'     |
| 44.         | Gros nasard   | 05 1⁄3' |
| 45.         | Flûte         | 04'     |
| 46.         | Grosse tierce | 03 1⁄5' |
| 47.         | Bombarde      | 16'     |
| 48.         | Trompette     | 08'     |
| 49.         | Clairon       | 04'     |

### Chororgel

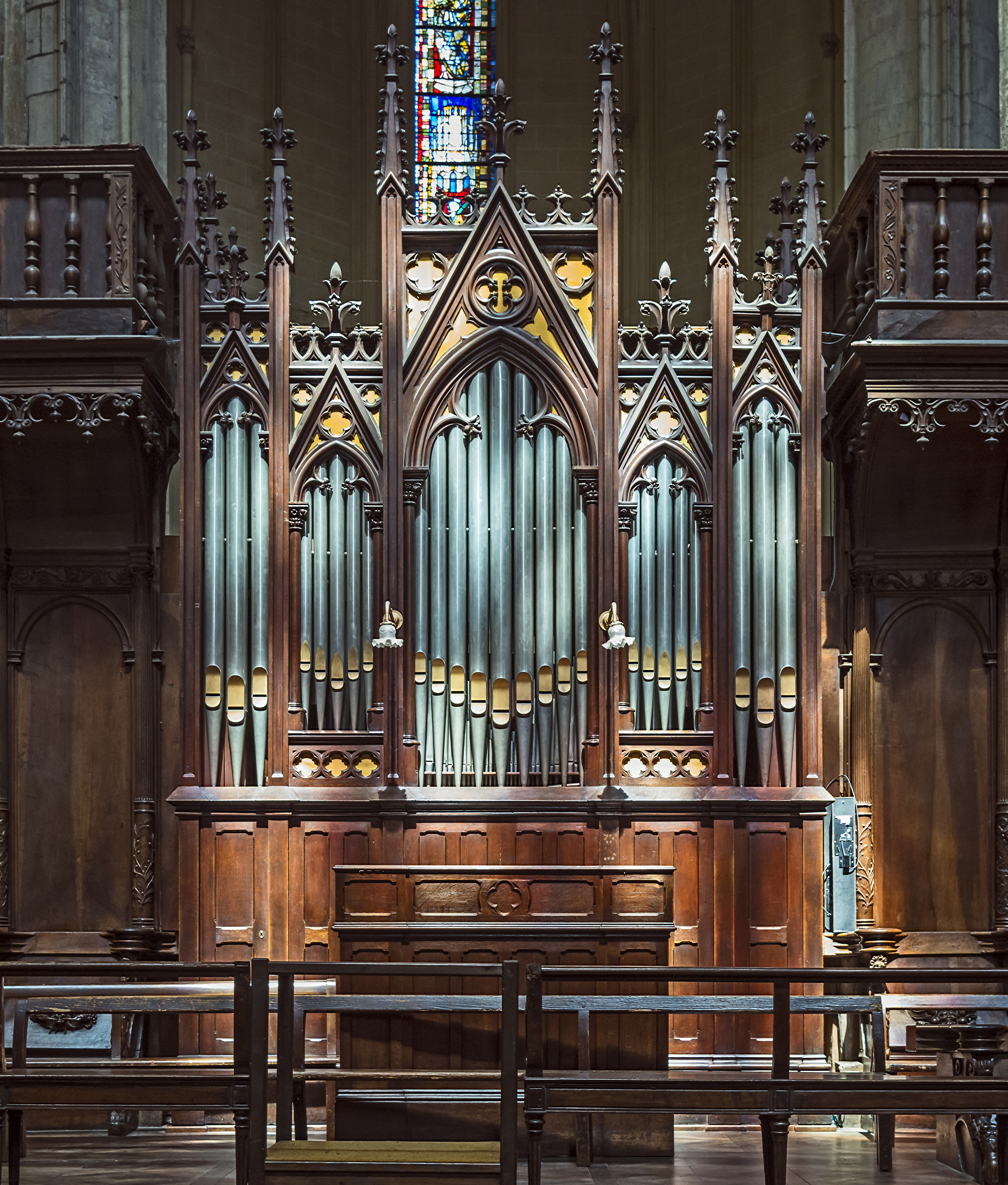
Chororgel

Die Chororgel wurde 1868 von dem Orgelbauer Aristide Cavaillé-Coll erbaut und steht ebenfalls unter Denkmalschutz. Das Instrument hat 12 Register auf zwei Manualwerken und Pedal; die Register des Pedalwerks sind Transmissionen aus den Manualwerken. Die Trakturen sind mechanisch.
| I Grand-Orgue C-g3 |                  |     |
| 1.                 | Bourdon          | 16' |
| 2.                 | Montre           | 08' |
| 3.                 | Flûte harmonique | 08' |
| 4.                 | Salicional       | 08' |
| 5.                 | Prestant         | 04' |
| 6.                 | Plein jeu II-IV  |     |

| II Récit expressif C-g3 |                  |     |
| 07.                     | Gambe            | 08' |
| 08.                     | Voix céleste     | 08' |
| 09.                     | Flûte octaviante | 04' |
| 10.                     | Basson           | 16' |
| 11.                     | Trompette        | 08' |
| 12.                     | Voix humaine     | 08' |

| Pédale C-f1 |                      |     |
| 13.         | Soubasse (= Nr. 1)   | 16' |
| 14.         | Basson (= Nr. 10)    | 16' |
| 15.         | Trompette (= Nr. 11) | 08' |

## Geläut

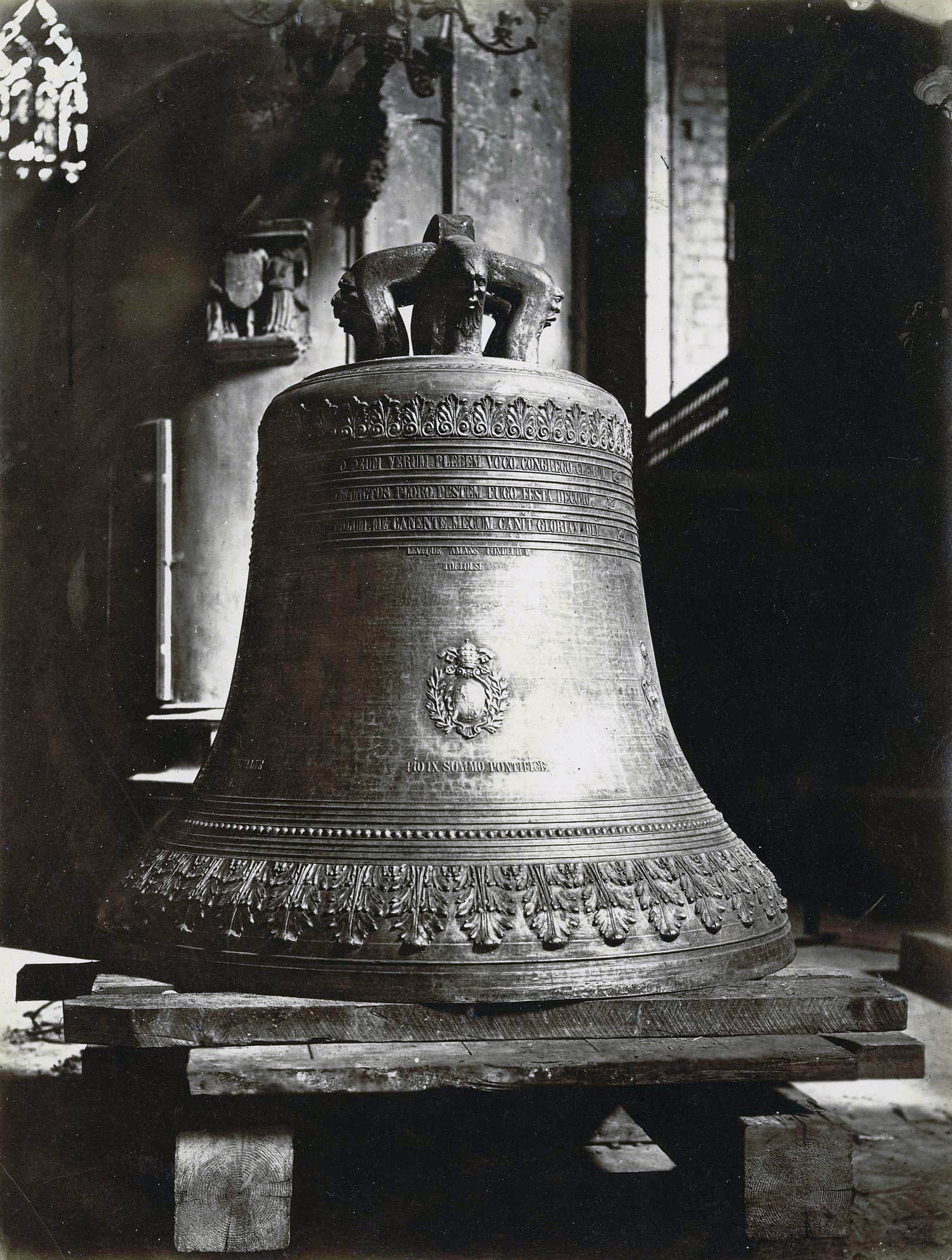
Bourdon Etienne Florian

Im Glockenstuhl des befestigten romanischen Glockenturms hängen zum einen fünf Glocken für das liturgisch erforderliche Geläut. Einige der Glocken stammen noch aus der Zeit vor der Revolution.
| Nr. | Name            | Gussjahr | Gießer                         | Masse (kg) | Nominal |
| --- | --------------- | -------- | ------------------------------ | ---------- | ------- |
| 1   | Etienne Florian | 1876     | Lévêque Amans (gendre Louison) | 3901       | a0      |
| 2   | Marie           | 1992     | Paccard                        | 1235       | d1      |
| 3   | Flos Carmeli    | 1764     | Jolly à Limoges                | 790        | g1      |
| 4   |                 | 1815     | Viguier                        | 500        | gis1    |
| 5   | Cécile          | 1992     | Paccard                        | 380        | a1      |

Darüber hinaus beherbergt der Turm ein Glockenspiel mit 17 Glocken, die mit einer Tastatur gespielt werden. Ein älteres Glockenspiel wurde während der Revolution zerstört. Das heutige Glockenspiel entstand in Etappen und nach mehreren Umbauten und technischen Änderungen.